# Dusienięta
Dusienięta (lit. Dusinėnai) − wieś na Litwie, w rejonie wileńskim, 1 km na wschód od Czarnego Boru, zamieszkana przez 404 ludzi.

## Historia
W dwudziestoleciu międzywojennym leżały w Polsce, w województwie wileńskim, w powiecie wileńsko-trockim, w gminie Rudomino.
Po II wojnie światowej w granicach Związku Sowieckiego. Od 1991 na niepodległej Litwie.